# Oficina Española del Cambio Climático
La Oficina Española de Cambio Climático (OECC) de España es el órgano directivo del Ministerio para la Transición Ecológica y el Reto Demográfico, adscrito a la Secretaría de Estado de Medio Ambiente, responsable de desarrollar las políticas relacionadas con el cambio climático.

## Historia
Antes de su creación en el año 2001, las competencias en cambio climático estaban repartidas en tres órganos diferentes: el Instituto Nacional de Meteorología, la Dirección General de Calidad y Evaluación Ambiental y la Dirección General de Conservación de la Naturaleza.
Para conseguir resultados más eficaces y una mejor coordinación de las acciones relativas a paliar los efectos del cambio climático, en julio de 2001 se crea dentro del Ministerio de Medio Ambiente la Oficina Española de Cambio Climático (OECC). En origen, no se trataba de un órgano directivo sino de un órgano colegiado adscrito a la Dirección General de Calidad y Evaluación Ambiental que asumía el papel central del Departamento en la lucha contra este fenómeno.
Los años siguientes supusieron su consolidación. En 2003 se convirtió en un órgano directivo, por aquel entonces con rango de Subdirección General y adscrito a la Secretaría General de Medio Ambiente, y en 2006 se elevó al rango de Dirección General que posee hoy en día, debido al aumento del volumen de trabajo por la entrada en vigor del Protocolo de Kioto y la puesta en marcha del Régimen de Comercio de Derechos de Emisión de la Unión Europea. Fue precisamente con esta reforma que se estructuró en dos subdirecciones generales, una «de Estrategias de Adaptación y Mitigación» y otra «de Comercio de Emisiones y Mecanismos de Flexibilidad».
Aunque entre 2008 y 2012 la Subdirección General de Estrategias de Adaptación y Mitigación se dividió en dos, desde 2012 recuperó la estructura de 2006, si bien la mencionada subdirección se renombró como Subdirección General de Coordinación de Acciones frente al Cambio Climático.
Años después, en 2020, la Subdirección General de Comercio de Emisiones y Mecanismos de Flexibilidad se renombró como Subdirección General de Mercados de Carbono y, en 2024, la estructura pasó a estar compuesta de tres subdirecciones generales, manteniendo la de mercados de carbono y dividiéndose en dos la de acciones frente al cambio climático en una de mitigación y otra de adaptación al cambio climático.

## Funciones
Corresponden a la Oficina Española del Cambio Climático, con rango de Dirección General, las siguientes funciones:
1. La formulación de la política nacional de cambio climático, de conformidad con la normativa internacional y de la Unión Europea en la materia, así como la propuesta de la normativa y el desarrollo de los instrumentos de planificación y administrativos que permitan cumplir con los objetivos establecidos por dicha política.
2. El ejercicio de las funciones técnicas y de gestión del secretariado de los órganos colegiados en materia de cambio climático
3. El asesoramiento a los distintos órganos de la Administración General del Estado en los asuntos relacionados con el cambio climático.
4. La colaboración con las comunidades autónomas y las entidades locales en el análisis de las cuestiones relacionadas con la lucha contra el cambio climático en las materias de su competencia.
5. La realización y fomento de actividades de información y divulgación en materia de cambio climático, de conformidad con lo establecido por el artículo 6 de la Convención Marco de las Naciones Unidas sobre el Cambio Climático y del artículo 12 del Acuerdo de París.
6. La relación con las instituciones internacionales, europeas, administraciones públicas, organizaciones no gubernamentales, instituciones y entidades públicas y privadas y demás agentes sociales para colaborar en iniciativas relacionadas con la lucha frente al cambio climático.
7. La representación del Ministerio en los organismos internacionales, así como los europeos y el seguimiento de los convenios internacionales en las materias de su competencia y, en particular, ejercer como punto focal nacional ante la Convención Marco de Naciones Unidas sobre Cambio Climático y su Acuerdo de París y ante el Grupo Intergubernamental de Expertos sobre el Cambio Climático.
8. El fomento y seguimiento de la innovación y desarrollo de nuevas tecnologías que hagan posible la reducción de emisiones de gases de efecto invernadero, así como la adaptación al cambio climático y la observación del clima.
9. La propuesta y fomento de las evaluaciones relativas a los impactos, los riesgos y la adaptación al cambio climático.
10. El fomento de la integración de la adaptación al cambio climático en la planificación de las políticas sectoriales.
11. La coordinación de cuantos planes y programas se desarrollen en relación con las medidas y estrategias de adaptación al cambio climático.
12. El fomento de la integración de la mitigación de gases de efecto invernadero en las distintas políticas sectoriales.
13. El análisis y propuesta de medidas para favorecer el desarrollo y la gestión sostenible de los sumideros de carbono y el seguimiento de la normativa europea y nacional en la materia
14. El análisis y propuesta de medidas para favorecer la mitigación en el ámbito de los gases fluorados de efecto invernadero, y el seguimiento de la normativa europea y nacional en la materia.
15. El ejercicio de las funciones atribuidas a la Oficina Española de Cambio Climático por el Real Decreto 163/2014, de 14 de marzo, por el que se crea el registro de huella de carbono, compensación y proyectos de absorción de dióxido de carbono, así como aquellas tareas de fomento e impulso del cálculo, reducción y compensación de la huella de carbono.
16. El análisis y seguimiento específico de las políticas y medidas de mitigación para combatir las causas del cambio climático en los sectores difusos no energéticos y en los sumideros de carbono.
17. La evaluación de proyectos, planes y normativa en sus impactos frente al cambio climático tanto en mitigación como en adaptación cuando estén sujetos a dicha evaluación, así como el desarrollo de instrumentos armonizados que la faciliten.
18. El ejercicio de las funciones atribuidas al Ministerio por la Ley 1/2005, de 9 de marzo, por la que se regula el régimen del comercio de derechos de emisión de gases de efecto invernadero en relación con la aplicación de la normativa de comercio de derechos de emisión a las instalaciones fijas, la aviación y el transporte marítimo, incluyendo el inicio, la instrucción y la elaboración de propuestas de resolución de expedientes sancionadores en los supuestos en los que esta ley atribuye la potestad sancionadora al Consejo de Ministros.
19. El ejercicio de cuantas funciones atribuya la normativa al Ministerio en relación con el nuevo régimen de comercio de derechos de emisión para los edificios, el transporte por carretera y otros sectores, establecido en la Directiva (UE) 2023/959 del Parlamento Europeo y del Consejo, de 10 de mayo de 2023, por la que se establece un régimen para el comercio de derechos de emisión de gases de efecto invernadero en la Unión y la Decisión (UE) 2015/1814, relativa al establecimiento y funcionamiento de una reserva de estabilidad del mercado en el marco del régimen para el comercio de derechos de emisión de gases de efecto invernadero en la Unión.
20. El ejercicio de cuantas funciones atribuya la normativa al Ministerio en relación con el nuevo mecanismo de ajuste en frontera por carbono, establecido en el Reglamento (UE) 2023/956 del Parlamento Europeo y del Consejo, de 10 de mayo de 2023, por el que se establece un Mecanismo de Ajuste en Frontera por Carbono.
21. El ejercicio de cuantas funciones le atribuya la normativa en relación con el Registro Nacional de Derechos de Emisión, adscrito a esta Dirección General. En particular, le corresponde la dirección de la actividad del registro, la coordinación con los órganos competentes para la aplicación de la Ley 1/2005, de 9 de marzo; las relaciones con la entidad que tenga encomendada, en su caso, su administración y la aprobación de cuantos actos o resoluciones de carácter jurídico deban dar soporte a la concreta actividad del Registro.
22. El ejercicio de cuantas funciones atribuya la normativa al Ministerio en relación con los sistemas de seguimiento y verificación de emisiones de gases de efecto invernadero en el ámbito de la Ley 1/2005, de 9 de marzo.
23. El fomento y propuesta para la utilización de los instrumentos de mercado, incluyendo los creados al amparo de normas de Derecho internacional y comunitario, en particular con el fin de cumplir los compromisos internacionales asumidos por el Reino de España en materia de cambio climático. Promover la coordinación de la financiación climática con otros instrumentos y líneas de apoyo para que sean compatibles con los objetivos del Acuerdo de París.
24. El ejercicio de las funciones que le atribuye el Real Decreto 1494/2011, de 24 de octubre, en relación con el Fondo de Carbono para una Economía Sostenible.

## Estructura
De la Oficina Española del Cambio Climático dependen los siguientes órganos, a través de los cuales ejerce sus funciones:
- La Subdirección General de Mitigación del Cambio Climático, que ejerce las competencias indicadas en los puntos 12 a 17 del apartado anterior, así como las enumeradas en los puntos 1 a 8 en materias relacionadas con la mitigación del cambio climático de los sectores difusos y de los sumideros de carbono.
- La Subdirección General de Mercados de Carbono, que ejerce las funciones indicadas en los puntos 18 a 24 así como las enumeradas en los puntos 1 a 8 en materia de comercio de derechos de emisión.
- La Subdirección General de Adaptación al Cambio Climático, que ejerce las funciones indicadas en los puntos 9 a 11 así como las enumeradas en los puntos 1 a 8 en materia de adaptación al cambio climático.